# 9Live
9Live was een Duitse zender die gelanceerd werd op 1 september 2001 ter vervanging van het vroegere tm3. Het kanaal was in handen van ProSiebenSat.1 Media. Van het begin tot en met 31 mei 2011 zond 9Live belspellen uit. Vanaf 1 juni 2011 is 9Live gestopt met het uitzenden van live-programma's, zijnde ook belspellen op de zusterzenders Pro7, Sat1 en Kabel1. 9Live zond vanaf dan tot en met 9 augustus 2011 grotendeels series uit.
9Live benoemde zichzelf als 'Deutschlands erster Quizsender', de slogan was: 'Heute ist mein Tag' ('Vandaag is mijn dag').
9Live verdiende grotendeels aan de bellers, want elke oproep, doorgeschakeld of niet, kostte €0,50 uit Duitsland of €0,70 uit Oostenrijk.
Het marktaandeel van de zender lag rond de 0,1%. In oktober 2010 schakelde de zender over naar 16:9 formaat.

## Producties voor derden
Naast eigen programma's heeft 9Live ook al een rits aan programma's geproduceerd voor anderen. Op de zusterzenders; Sat.1, ProSieben en KabelEins werden elke nacht resp. de programma's; Sat.1 Quiznight, Pro7 NightLoft en KabelEins Nightquiz uitgezonden geproduceerd door 9Live. Ook overdag werden quizbreaks uitgezonden als een soort belspelreclameblok tussen programma's door. Verder produceerden ze tussen 2004 en 2005 ook belspellen voor Britse jongerenzender E4 tijdens de uren dat zij geen programma's uitzonden. In januari 2008 namen ze de belspellen van VT4 en VIJFtv in Vlaanderen voor hun rekening, die voorheen geproduceerd werden door 2waytraffic.

## Kritiek
Naast de gebruikelijke controverse die belspelletjes uitlokken, werden ze ook vaak bekritiseerd omdat ze tussen 2 en 6 uur 's nachts softporno en telefoonsexreclame uitzonden.
Op 8 mei 2007 wordt in een reportage van het ARD programma 'PlusMinus' aangetoond dat de 'Hot Button' niet automatisch willekeurig bellers selecteerde maar wel dat dat handmatig door een uitzendingsverantwoordelijke redacteur werd bepaald. 2 voormalige medewerkers van 9Live verklaren dan ook dat bij een hoog aantal oproepen de ronde langer werd gerekt om meer bellers te genereren.

## Voormalige belspelpresentatoren
- Robin Bade
- Anna Heesch
- Beate Igel
- Tina Kaiser
- Alida Kurras
- Dirk Löbling
- Norman Magolei
- Jürgen Milski
- Max Schradin
- Thomas Schürmann
- Sascha Sirtl
- Marc Wagner
- Miriam Wimmer